# Campoplex volubilis
Campoplex volubilis är en stekelart som först beskrevs av Holmgren 1860.  Campoplex volubilis ingår i släktet Campoplex och familjen brokparasitsteklar. Arten är reproducerande i Sverige. Inga underarter finns listade.